# E60 (trasa europejska)
E60 – trasa europejska bezpośrednia wschód-zachód.

## Przebieg E60
- Francja – 1150 km
  - Droga ekspresowa N165 Brest – Quimper – Lorient – Vannes – Saint-Herblain
  - Autostrada A821 Saint-Herblain – Nantes
  - Autostrada A11 Nantes – Angers – Corzé
  - Autostrada A85 Corzé – Saint-Nicolas-de-Bourgueil
  - Droga krajowa N152 Chouzé-sur-Loire – Tours
  - Autostrada A10 Tours – Blois – Orlean
  - Montargis – Auxerre – Beaune – Dole – Besançon – Belfort – Miluza
- Szwajcaria
  - autostrada A3 przez Bazyleę do węzła Basel-Wiese (odcinek wspólny z E25),
  - autostrada A2 do węzła Augst (odcinek wspólny z E25 i E35),
  - autostrada A3 do węzła Birrfeld,
  - autostrada A1 przez Zurych, Winterthur, St. Gallen i St. Margrethen (skrzyżowanie z E43) do granicy Austrii (odcinek Zurych – Winterthur wspólny z E41)
- Austria – 275 km
  - droga federalna nr 204 do Dornbirn (skrzyżowanie z E43),
  - autostrada A14 przez Feldkirch do Bludenz,
  - droga ekspresowa S16 do Landeck,
  - autostrada A12 przez Imst (skrzyżowanie z E532), Telfs, Innsbruck (skrzyżowanie z E533) i Wörgl (skrzyżowanie z E641) do granicy austriacko-niemieckiej w Kufstein (odcinek Innsbruck – Rosenheim jest wspólny z E45)
- Niemcy – 113 km
  - autostrada federalna A93 do Rosenheim,
  - autostrada federalna A8 do Piding na północ od Bad Reichenhall,
  - droga federalna B20 do Wals-Siezenheim na granicy niemiecko-austriackiej (odcinek Rosenheim – Salzburg jest wspólny z E52)
- Austria – 422 km
  - autostrada A1 przez Salzburg (skrzyżowanie z E641), Sattledt (skrzyżowanie z E56 i E57), Linz (skrzyżowanie z E552) i St. Pölten (odcinek Salzburg – Linz jest wspólny z E55),
  - autostrada A21 – południowo-zachodnia obwodnica Wiednia (skrzyżowanie z E461, E49 i E59),
  - droga ekspresowa S1 – południowo-wschodnia obwodnica Wiednia,
  - autostrada A4 do granicy państwowej Nickelsdorf – Hegyeshalom (odcinek Wiedeń – Fischamend jest wspólny z E58)
- Węgry – 392 km
  - autostrada M1 przez Mosonmagyaróvár i Győr (skrzyżowanie z E575) do Budapesztu (skrzyżowanie z E71, E73 i E77); odcinek wspólny z E75,
  - droga krajowa nr 4 przez Szolnok do Püspökladány (skrzyżowanie z E573),
  - droga krajowa nr 42 do przejścia granicznego Ártánd – Borș
- Rumunia – 873 km
  - droga krajowa nr 1 przez Oradeę i Kluż-Napokę do Turdy,
  - droga krajowa nr 15 do Târgu Mureș,
  - droga krajowa nr 13 przez Sighișoara do Braszowa,
  - droga krajowa nr 1 przez Ploeszti do Bukaresztu,
  - droga krajowa nr 2 do Urziceni,
  - droga krajowa nr 2B przez Slobozia i Hârsova do Konstancy
- przeprawa promowa przez Morze Czarne
- Gruzja – Poti – Samtredia – Chaszuri – Tbilisi
- Azerbejdżan – Gandża – Yevlax – Baku
- przeprawa promowa przez Morze Kaspijskie
- Turkmenistan – Turkmenbaszy – Gyzylarbat – Aszchabad – Tedjen – Mary – Czardżeu – Alat
- Uzbekistan – Buchara – Karszi – Guzai – Szerobod – Termis
- Tadżykistan – Duszanbe – Dżyrgatał – Sari Tasz – Irkesztam

## Stary system numeracji
Do 1985 obowiązywał poprzedni system numeracji, według którego oznaczenie E60 dotyczyło trasy: Arth – Zurich. Arteria E60 była wtedy zaliczana do kategorii „B”, w której znajdowały się trasy europejskie będące odgałęzieniami oraz łącznikami.

### Drogi w ciągu dawnej E60
Lista dróg opracowana na podstawie materiału źródłowego
| Szwajcaria | - droga nr 25: Arth – Zug - droga nr 4: Zug – Zurich |